# Züle (Adelsgeschlecht)

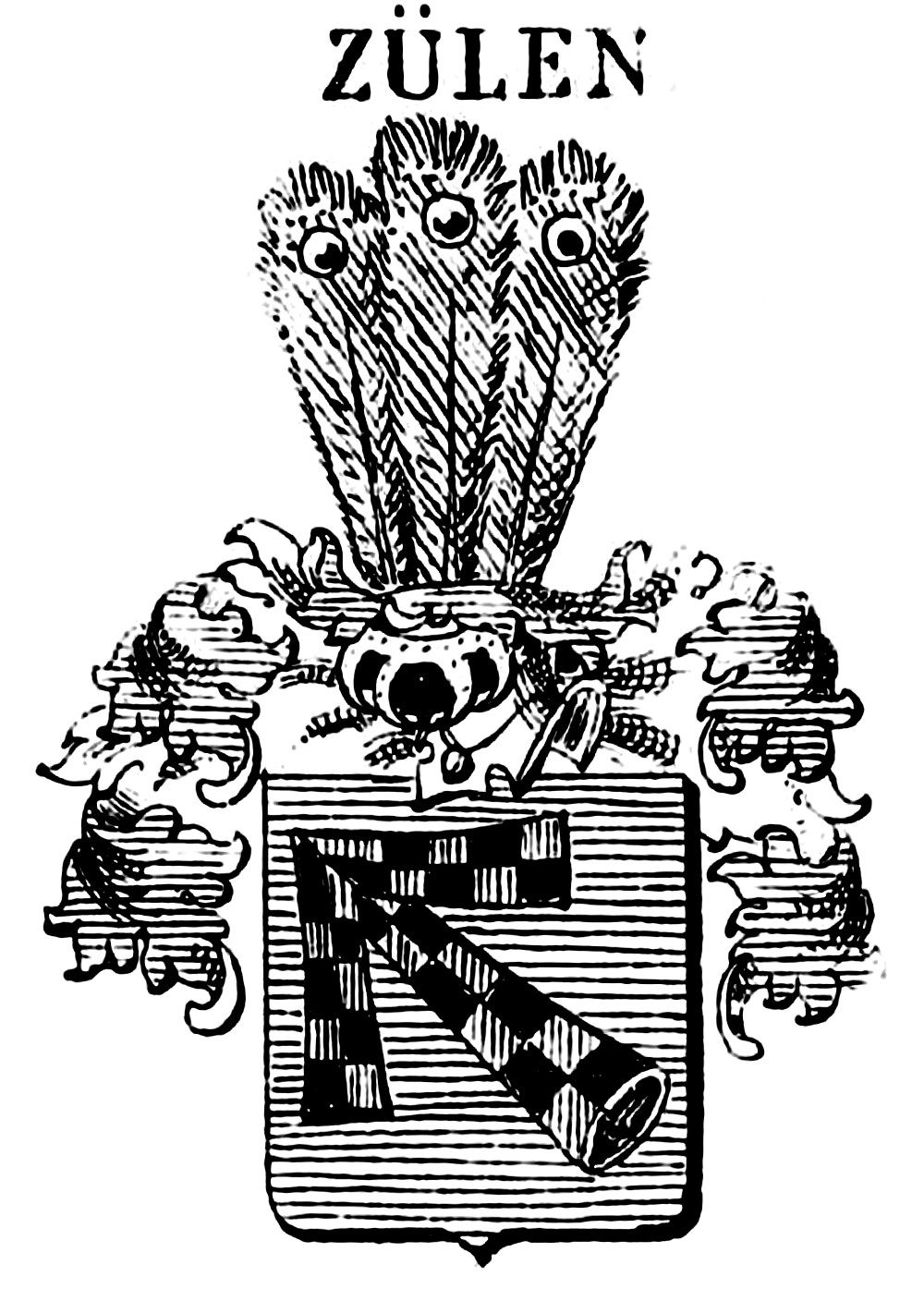
Wappen derer von Züle

Züle, historisch auch Zühlen, Zülen, Zulen, Zul, Zyle oder Tzüle, sowie nach dem jeweiligen Gutsbesitz auch von Gudow, Niendorf, Steinhorst oder Zecher, ist der Name eines ursprünglich lauenburgischen Adelsgeschlechts, das sich später hin auch nach Mecklenburg ausbreitete, wo es letztlich im 18. Jahrhundert erloschen ist.
Die Züle zählten im ausgehenden Mittelalter in Lauenburg zu den bedeutendsten und einflussreichsten niederadligen Geschlechtern. Sie sind von den stamm- und wappenverschiedenen Zülow, mit denen sie in der historischen Literatur gelegentlich vermengt werden, zu unterscheiden.

## Geschichte
Weltzien lässt die Stammreihe des Geschlechts mit Heinrich de Czecher, 1254 Ritter, Herr auf Zecher und Schweriner Lehnsmann beginnen.
Stammgut der lauenburgischen Besitzungen der Familie war Gudow, das spätestens 1334 infolge Verkaufs durch Herzog Erich I. an Marquard von Zecher kam. Der Besitz dieses Rittergutes von über 5000 ha war mit der Würde des Erblandmarschalls des Herzogtums Sachsen-Lauenburg verbunden, d. h. dem Vorsitz der Lauenburgische Ritter- und Landschaft. Durch diese Verbindung war Gudow ein politisches Zentrum Lauenburgs. 1466 bzw. 1470 verkauften die Züle das Gut an Werner und Friedrich von Bülow die damit auch die Erbmarschallswürde an ihre Familie brachten, welche Gudow bis heute besitzt.
Vor allem für das 14. und 15. Jahrhundert, werden mit Seedorf, Niendorf, Stintenburg, Steinhorst, Duvensee und Walksfelde weitere lauenburgische Besitzungen der Familie genannt. Die Ersterwähnung von Stubben im Jahre 1408, geht auf den Verkauf des Dorfes durch einen Zulen an Herzog Erich den Älteren zurück.
 Besitzungen in Sachsen Lauenburg
- Gudow, vor 1200–1278, 1292–1471.
- Seedorf, 1443.
- Niendorf am Schaalsee, 1336–1450,
- Stintenburg, vor 1339–1470.
- Groß und Klein Zecher, vor 1254–1454.
- Steinhorst, vor 1315–1408.
- Duvensee, 1308–1396.
- Walkesfelde bei Mölln, 1308.

Ebenfalls bereits im 13. Jahrhundert traten die Züle auch in Mecklenburg, vor allem im Amt Wittenburg, besitzlich auf. Ältestes Gut war allerdings das zum damaligen Amt Boitzenburg gehörende Nieklitz, das Kuno von Züle und dessen Sohn Vicke zusammen mit Klemperow (wüst) und Perlin im März 1370 dem Kloster Zarrentin schenkten. Auch Camin (ca. 1400 ha), wo 1291 am Zusammenfluss der Bäche Motel und Schilde die Oll Borg der Züle stand, welche von Lübeckern 1349 geschleift wurde, sowie Vellahn (ca. 1300 ha) waren nachweislich bereits 1295 im Familienbesitz. Letzteres verloren die Züle 1403 zusammen mit Gallin (ca. 600 ha), Granzin (ca. 400 ha) und Greven (ca. 400 ha) in einem Gerichtsprozess. Camin (ca. 1400 ha) zählte bis 1450 zum Güterbesitz der Züle, Neuenkirchen mit Lassahn, Techin und Campe (insgesamt ca. 1400 ha) waren bis 1347 in Familienbesitz.
In der Neuzeit besaßen die Züle noch Tessin (ca. 350 ha.) bis 1680, Tüschow (ca. 900 ha.) bis 1689 sowie Marsow (ca. 1300 ha), wo die Familie das Kirchenpatronat innehatte und der Feldsteinkirche  noch 1725 einen barocken Altaraufsatz mit Kruzifix stifteten. Einige Wappenbilder und Grabstellen zeugen noch von der früheren Präsenz der Züle. Zu Marsow traten nach 1726 ebenfalls die Bülow in die Besitznachfolge ein.

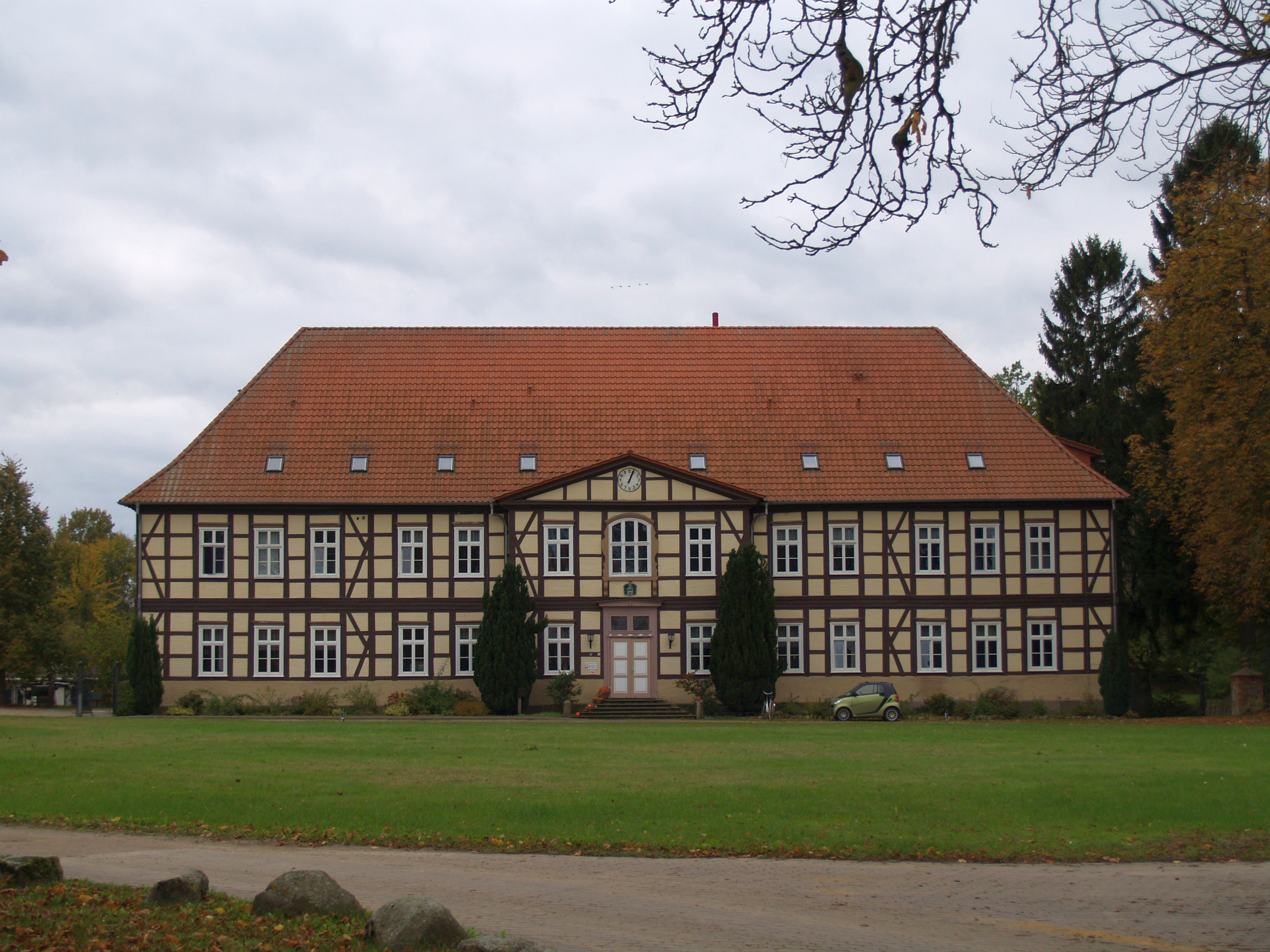
Herrenhaus Zühr (2014)

Zühr, ein Ortsteil von Körchow, war von ca. 1439 bis 1500 und dann wieder ab 1641 teilweise und ab 1723 ganz im Besitz der Züle. 1740 ließ der Generalleutnant Friedrich von Zühlen (Züle) das Herrenhaus Zühr erbauen. Durch Heirat und infolgedessen Erbschaft gelangte es nach dem Abgang des Mannesstamms der Züle 1752 an den holst. Major Eberhard von Vegesack (1687–1754).
 Besitzungen in Mecklenburg
- Marsow mit Rodenwalde, vor 1360–1726.
- Zühr, vor 1439–1752.
- Tessin, vor 1439–1680.
- Tüschow, vor 1555–1689.
- Camin, vor 1295–1450.
- Vellahn, vor 1295–1403.
- Granzin, vor 1370–1403.
- Gallin, vor 1340–1403.
- Greben und Wendisch Greven, vor 1370–1403.
- Nieklitz (Nichels), vor 1266–1370, ging ans Kloster Zarrentin.
- Klemperow (wüst), vor 1340–1373, ging ans Kloster Zarrentin.
- Perlin, 1347, ging ans Kloster Zarrentin.
- Neuenkirchen mit Lassahn, Techin und Campe, 1347.
- Petersberg, Schönberg, 1375.
- Kneese am Schaalsee, 1489.
- Schmachtenhagen, vor 1320.
- Walsmühle bei Schwerin, vor 1440–1429.

Mit der durch den Kurfürsten von Sachsen in seiner Funktion als Reichsvikar legitimierten natürlichen Generalstochter Dorotea Friederika von Züle vermählten Victor Otto  von der Lühe († 1787) ist das Geschlecht endgültig erloschen.

## Angehörige
- Hans Ernst von Züle († 1707), braunschw. lüneb. Oberst und Gutsbesitzer von Zühr, Warsow, Tüschow.
- Friederich von Züle (1672–1752), kursächsischer und königlich polnischer General der Kavallerie

## Wappen
Das Wappen zeigt in Blau einen von und Rot und Schwarz geschachten, schräg gelegten Strahl (Pfeileisen). Auf dem Helm mit blau-goldenen oder blau-silbernen Decken drei aufrechte Pfauenfedern, gelegentlich davor der Strahl senkrecht.
Eine von Holstein kommend seit 1432 in Dänemark auftretende und 1641 ebd. erloschene Familie von  Hagen auf Nybøl führte das gleiche Wappen, jedoch seitenverkehrtem Strahl. Bereits im 14. Jahrhundert traten Siegelzeugen von Hagen bzw. von dem Hagen mit dem Wappen der Züle in Mecklenburg auf, wobei diesen jedoch blau-silberne Helmdecken unterstellt werden. Es sollte sich in beiden Fällen um Agnaten der Züle handeln.

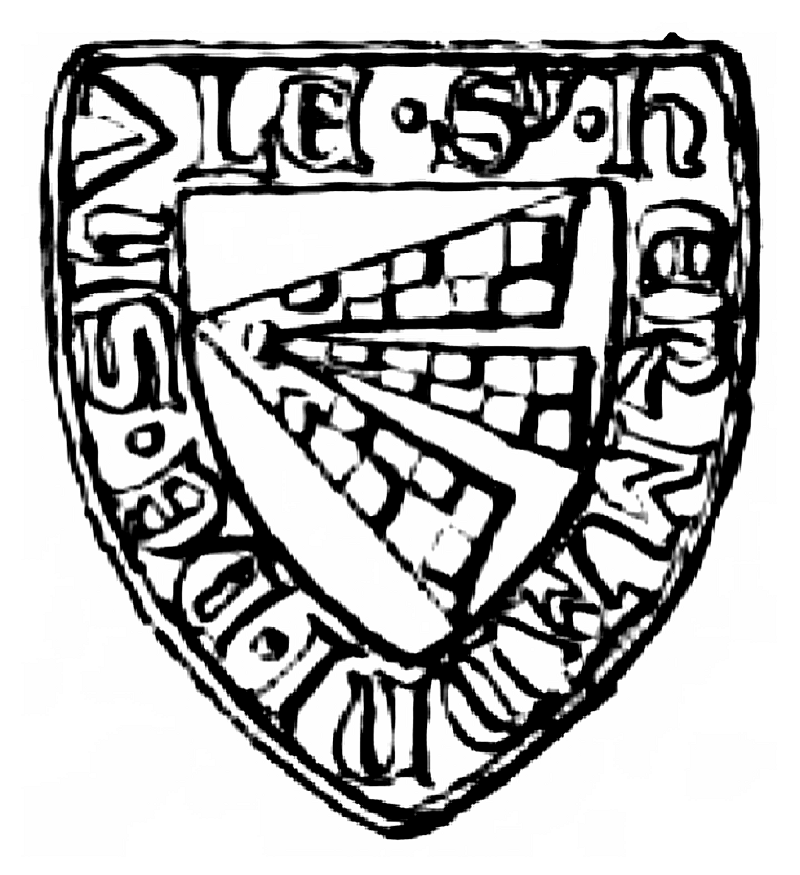
Siegel des Hermann de Zülen, Knappe 1324
Wappen Gallin, vorn mit schräg liegender silberner Pfeilspitze